# Ptychamalia cumana
Ptychamalia cumana là một loài bướm đêm trong họ Geometridae.